# Sabricho II
Sabrichoʿ II fut Patriarche de l'Église de l'Orient de 831 à 835. Il régna sous les califats d'al-Mamoun (813–833) et d'al-Moutassim (833–841).

## Sources
Les comptes rendus du patriarcat de Sabricho sont donnés dans le Chronicon Ecclesiasticum du jacobite Bar Hebraeus (floruit 1280) et dans les chroniques ecclésiastiques d'auteurs nestoriens, tels que Mari (XIIe siècle), ʿAmr (XIVe siècle) et Sliba (XIVe siècle).

## Le patriarcat de Sabricho
Un bref compte rendu du patriarcat de Sabricho est donné par Bar Hebraeus dans son Chronicon Ecclesiasticum:

Après lui  (Ichoʿ Bar Noun), Sabricho lui succéda ; il avait été précédemment évêque d'Harran, puis métropolite de Damas. Il fut consacré catholicos à Séleucie, l'année 217 des Arabes [832-833], et mourut après avoir rempli son office pendant quatre ans.

Mari en donne un rapport plus substantiel:

Sabrichoʿ était natif de Beth Nuhadra. Il fut consacré évêque d'Harran par le métropolite Jean (Yuwanis) de Nisibe, et transféré par Timothée au siège de Damas. Il était expert en liturgie, mais outre cela il n'était pas particulièrement doué. Il offrit une somptueuse réception au calife al-Mamoun (qui comptait des chrétiens dans sa suite) à l'occasion de sa visite à Damas, ce qui lui attira la gratitude de tous. Il fut élu et consacré patriarche en la deux-cent-dix-septième année des Arabes, et aussitôt après se rendit au grand monastère et entreprit la restauration de l'église du monastère de Mar Pethion, monastère antique qui avait été construit à l'époque des Perses.
Comme le calife al-Mansour avait fait construire sa capitale [à Bagdad] et que les gens accouraient pour y habiter, Sabrichoʿ fit démolir des églises [devenues trop petites] car trop de gens les occupaient comme abri, mais il conserva intacts le chœur et l'autel et fit reconstruire le confessionnal et le portique. Il fit aussi construire une école et y accueillit des lettrés. Ali et ʿIssa, fils de David, furent ses gouverneurs, et le patriarche fixa son siège ici. Il institua un subside mensuel de quatre dinars provenant des revenus de l'école, versé aux moines du monastère de Sirsir, connu aussi sous le nom de Deir Salib, qui pratiquaient la fonction d'interprètes dans ce monastère. Il fit aussi construire des villages et, vivant lui-même modestement, il put accumuler suffisamment d'argent provenant de leurs revenus qu'il donnait à l'école, aux églises et à l'hospitalité envers les pèlerins. Il mourut après avoir rempli son office pendant quatre ans et un mois, et fut enterré au monastère de Klilichoʿ.

Le contexte plus étendu du règne de Sabrichoʿ a été décrit par l'érudit français Jean-Maurice Fiey, qui a également donné un éclairage plus précis sur ses relations avec les califes al-Mamoun et al-Moutassim. Le lecteur peut trouver aussi une description plus récente de son règne dans l'ouvrage de David Wilmhurst, The Martyred Church (L'Église martyrisée).